# Grosser Rat (Genf)

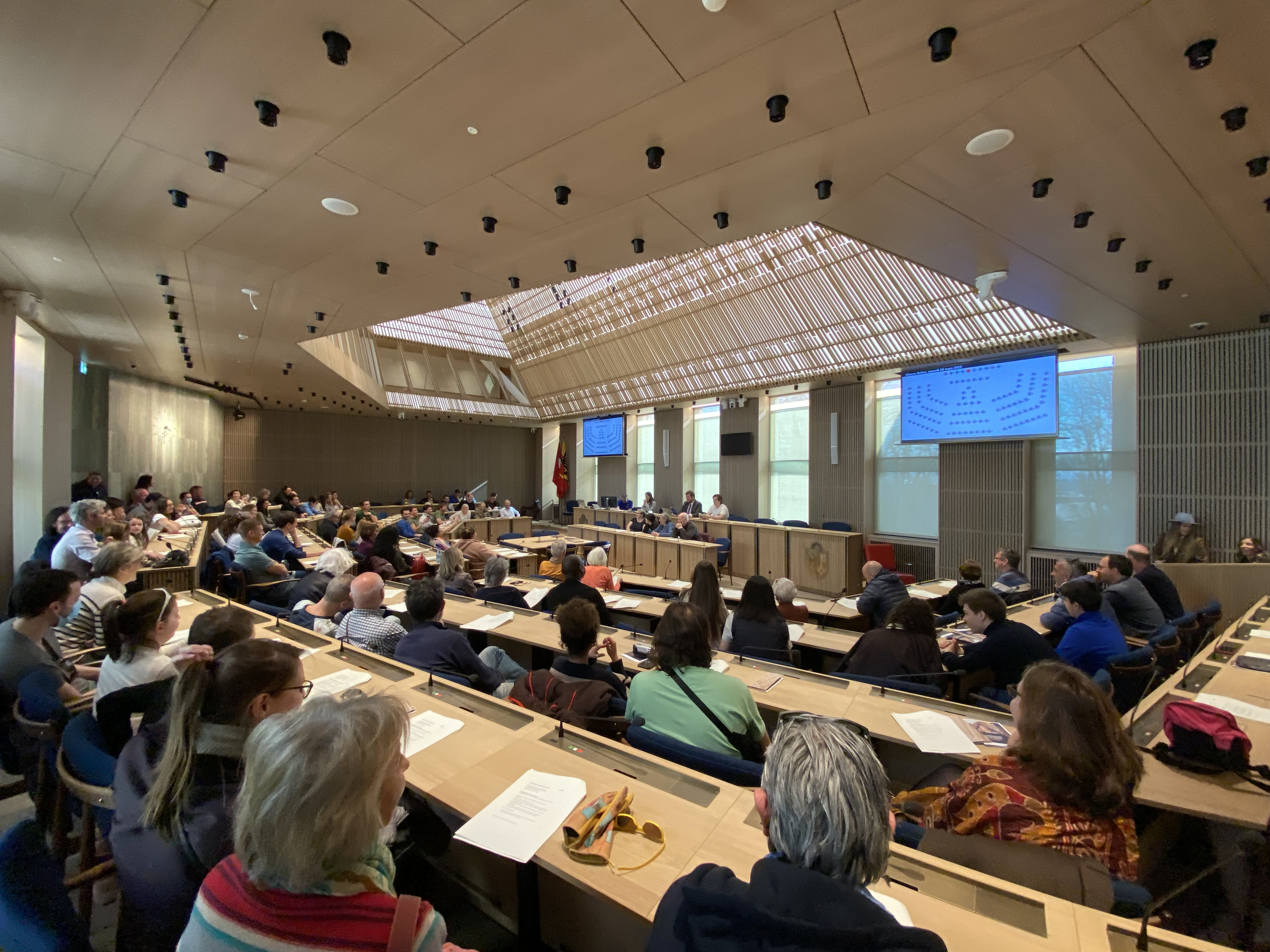
Der Saal des Grossen Rates des Kantons Genf (2022)

Der Grosse Rat des Kantons Genf (französisch Grand Conseil du canton de Genève) ist das Genfer Kantonsparlament. Die aktuelle Legislaturperiode dauert von 2023 bis 2028. Die letzten Wahlen des Grossen Rates fanden am 2. April 2023 statt, die nächsten finden voraussichtlich 2028 statt.

## Allgemeines
Der Grosse Rat tagt im Saal des Grossen Rates (französisch Salle du Grand Conseil) in Genf und besteht aus 100 Abgeordneten, die in einem einzigen Wahlkreis alle fünf Jahre gewählt werden. Seit 1913 gilt eine vergleichsweise strenge Sperrklausel von 7 %.
Der Grosse Rat tagt in der Regel alle zwei Wochen für zwei Tage, mit Ausnahme der letzten Sitzung des Jahres, für welche drei Tage angesetzt sind. Er verfügt über ein Präsidium, das aus einem Präsidenten, zwei Vizepräsidenten sowie einem Mitglied aus jeder Fraktion besteht. Das Präsidium wird jedes Jahr neu gewählt.

## Aufgaben
Als gesetzgebende Behörde des Kantons erlässt der Grosse Rat Gesetze und genehmigt die staatliche Rechnung. Darüber hinaus fungiert er als Aufsichtsbehörde des Genfer Staatsrates und entscheidet über Volksinitiativen.

## Geschichte
Der Grosse Rat besteht in der jetzigen Form seit 1842. Der älteste Vorgänger ist der Rat der Zweihundert, der 1526 gegründet wurde. Mit 690 kandidierenden Personen wurde bei den Wahlen 2023 ein neuer Rekord aufgestellt.

### Wahlergebnisse seit 1892
Bei den Wahlen von 1892 (Einführung der Proporzwahl) bis 2023 erreichten die angetretenen Parteien folgende Sitzzahlen: